# Graham Gano
Graham Clark Gano (* 9. April 1987 in Arbroath, Schottland) ist ein US-amerikanischer American-Football-Spieler auf der Position des Kickers. Aktuell spielt er für die New York Giants in der National Football League (NFL).

## Frühe Jahre
Gano wurde in Schottland geboren, wo sein Vater Mark mit der US-Navy stationiert war. Als sie in die USA zurückkehrten, wuchs er in Cantonment, Florida, in der Nähe von Pensacola auf. Dort besuchte er auch die J. M. Tate High School, wo er in der Football- und Leichtathletikmannschaft der Schule aktiv war. Als Kicker war Gano überaus erfolgreich und konnte in seinem letzten Jahr drei Fieldgoals aus über 55 Yards Entfernung erzielen. Dafür wurde er ins First-Team All-American als Schüler gewählt. Zusätzlich war er auch der Punter seiner Mannschaft. Nach seinem Highschoolabschluss erhielt er ein Stipendium der Florida State University in Tallahassee, Florida, für die er von 2005 bis 2008 spielte. Nachdem er in seinem ersten Jahr noch nicht zum Einsatz gekommen war, wurde er in den folgenden drei Jahren in insgesamt 37 Spielen eingesetzt. Dabei war er stets der Punter des Teams, in seinem letzten Jahr wurde er zusätzlich als Kicker eingesetzt. In diesem Jahr konnte er 24 seiner 26 Fieldgoalversuche verwandeln, die höchste Quote der ACC in diesem Jahr. In diesem Jahr konnte er auch mit seinem Team den Champs Sports Bowl gewinnen. Auch Gano persönlich wurde für seine Leistungen in diesem Jahr geehrt, so wurde er ins First-Team All-ACC gewählt und erhielt den Lou Groza Award als bester Kicker im Collegefootball.

## NFL

### Baltimore Ravens
Beim NFL-Draft 2009 wurde Gano allerdings trotz seiner guten Werte im letzten Collegejahr nicht ausgewählt. Direkt nach dem Draft unterschrieb er allerdings einen Vertrag bei den Baltimore Ravens. Nachdem er allerdings das teaminterne Kickerduell gegen Stephen Hauschka verloren hatte, wurde er am 5. September gewaived.

### Las Vegas Locomotives
Nachdem er von den Ravens entlassen worden war, unterschrieb er einen Vertrag bei den Las Vegas Locomotives in der neugegründeten United Football League. Dort wurde er Stammspieler als Kicker und konnte die Locomotives bis ins UFL Championship Game führen, welches sie gegen die Florida Tuskers gewinnen konnten. Gano erzielte die meisten Punkte und Field Goals aller Spieler in dieser Saison.

### Washington Redskins
Da die Saison in der UFL bereits im November 2009 endete, wurde er am 8. Dezember 2009 von den Washington Redskins unter Vertrag genommen, um dort Shaun Suisham zu ersetzen. Sein NFL-Debüt gab er am 14. Spieltag der Saison 2009 beim 34:13-Sieg gegen die Oakland Raiders, bei dem er seine vier Extrapunktversuche und beiden Fieldgoalversuche verwandelte. Insgesamt konnte er in seinem Rookie-Jahr in der Liga noch in drei Spielen zum Einsatz kommen, in denen er 6 von 7 Extrapunktversuchen und alle vier Fieldgoalversuche verwandelte. Daraufhin blieb er auch in der folgenden Saison Kicker der Redskins. Zusätzlich wurde er am 3. Spieltag bei der 16:30-Niederlage gegen die St. Louis Rams als Punter zum Einsatz. Am 11. Spieltag sorgte er beim 19:16-Sieg gegen die Tennessee Titans für insgesamt 13 der 19 Punkte seines Teams. Auch in der Saison 2011 kehrte er als Kicker zu den Redskins zurück, blieb allerdings, so wie auch in der vorherigen Saison, nicht wirklich konsistent. Am 9. Spieltag konnte er jedoch bei der 11:19-Niederlage gegen die San Francisco 49ers ein Fieldgoal aus 59 Yards erzielen, zum damaligen Zeitpunkt Franchise-Rekord der Redskins. Bei der 19:34-Niederlage gegen die New York Jets am 13. Spieltag sorgte er erneut für 13 der 19 Punkte seines Teams. Allerdings wurde er kurz vor dem Beginn der Saison 2012 von den Redskins entlassen und durch Billy Cundiff ersetzt.

### Carolina Panthers
Am 20. November 2012 unterschrieb er einen Vertrag bei den Carolina Panthers. Dort ersetzte er Justin Medlock. Sein Debüt für sein neues Team gab er am 12. Spieltag der Saison 2012 beim 30:22-Sieg gegen die Philadelphia Eagles, bei dem er drei seiner vier Extrapunktversuche und seinen einen Fieldgoalversuch verwandelte. Er blieb in der restlichen Saison der Kicker der Panthers und konnte insgesamt 9 seiner 11 Fieldgoalversuche verwandeln. Nach der Saison spielte sich Gano als Kicker der Panthers fest und blieb dies für die nächsten Jahre. In der Saison 2013 konnte er alle 42 Extrapunktversuche und 24 von 27 Fieldgoalversuche verwandeln, und mit den Panthers 12 von 16 Spielen gewinnen. Somit gewannen sie auch die NFC-South-Division und konnten sich für die Playoffs qualifizieren. Dort gab Gano bei der 10:23-Niederlage gegen die San Francisco 49ers sein Debüt. Den Division-Sieg konnten sie auch im folgenden Jahr wiederholen, und diesmal mit 27:16 gegen die Arizona Cardinals in der 1. Runde gewinnen. Dabei verwandelte Gano 2 seiner 3 Fieldgoalversuche. In der nächsten Runde schieden die Panthers allerdings mit 17:31 gegen die Seattle Seahawks aus. Am 12. Spieltag der Saison 2015 konnte Gano beim 33:14-Sieg gegen die Dallas Cowboys 15 Punkte erzielen, insgesamt konnte er im Monat November 62 Punkte erzielen und wurde somit zum NFC Special Teams Player of the Month gekürt. Insgesamt erzielte er in der Saison 2015 146 Punkte und brach somit den Franchise-Rekord der Panthers, der vormals bei John Kasay im Jahr 1996 lag. Mit den Panthers konnte er in diesem Jahr 15 Spiele gewinnen und nur eins verlieren. Somit qualifizierten sie sich zum dritten Mal in Folge als Sieger der NFC South für die Playoffs. Diesmal konnten sie zunächst in der 2. Runde die Seattle Seahawks und danach im NFC Championship Game die Arizona Cardinals besiegen, und sich somit für Super Bowl 50 qualifizieren. Dort trafen sie auf die Denver Broncos. Gano konnte in dem Spiel einen seiner zwei Fieldgoalversuche und einen Extrapunktversuch verwandeln, allerdings unterlagen die den Broncos mit 10:24.
Am 2. Spieltag der Saison 2016 konnte er beim 46:27-Sieg gegen die San Francisco 49ers insgesamt 16 Punkte erzielen, was zum damaligen Zeitpunkt Karrierehöchstleistung. Beim 9:3-Sieg gegen die Buffalo Bills am 2. Spieltag der Saison 2017 erzielte er alle Punkte seines Teams. In diesem Jahr konnten sie sich erneut für die Playoffs qualifizieren, wo sie in der 1. Runde den New Orleans Saints mit 26:31 unterlagen. Dabei konnte er allerdings ein Field Goal aus 58 Yards erzielen, das längste in der Postseason, zusammen mit einem Fieldgoal von Pete Stoyanovich aus dem Jahr 1991. Dafür wurde er nach der Verletzung von Greg Zuerlein in den Pro Bowl 2017 gewählt. Am 5. Spieltag der Saison 2018 konnte Gano mit ablaufender Uhr ein Fieldgoal aus 63 Yards zum 33:31-Sieg gegen die New York Giants erzielen, das längste in der Geschichte der Panthers. Deswegen wurde er auch zum NFC Special Teams Player of the Week gewählt. Die 17:24-Niederlage gegen die Tampa Bay Buccaneers am 13. Spieltag der Saison 2018 war jedoch unerwarteterweise sein letztes für die Panthers. Danach verletzte er sich und verpasste zunächst die restliche Saison 2018, danach auch die gesamte Saison 2019. Er verbrachte die gesamte Saison auf der Injured Reserve Liste. Am 30. Juli 2020 wurde er von den Panthers entlassen. Sein Nachfolger als Kicker dort wurde Joey Slye, der ihn bereits im vorherigen Jahr vertreten hatte.

### New York Giants
Daraufhin unterschrieb Gano am 19. August 2020 einen Vertrag bei den New York Giants. Auch dort wurde er direkt Stammspieler als Kicker. Sein Debüt für sein neues Team gab er am 1. Spieltag der Saison 2020 bei der 16:26-Niederlage gegen die Pittsburgh Steelers, bei dem er einen Extrapunkt und ein Field Goal erzielte. Am 5. Spieltag bei der 34:37-Niederlage gegen die Dallas Cowboys konnte er drei Fieldgoals aus mehr als 50 Yards Entfernung erzielen, am 9. Spieltag beim 23:20-Sieg gegen das Washington Football Team konnte er drei Fieldgoals und zwei Extrapunkte erzielen und wurde somit zum NFC Special Teams Player of the Week gewählt. Ab dem 2. Spieltag der Saison 2020 konnte er alle Fieldgoals verwandeln, insgesamt 30 in Folge ohne zu verschießen. Somit hat er einen Franchise-Rekord der Giants erreicht, den er in der Saison 2021 noch ausbauen konnte. Am 2. Spieltag der Saison 2021 konnte er bei der 29:30-Niederlage gegen das Washington Football Team insgesamt fünf Field Goals und zwei Extrapunkte erzielen und somit 17 Punkte beitragen, wodurch er seine eigene persönliche Bestleistung aus dem Jahr 2016 einstellen konnte. Beim 27:21-Sieg gegen die New Orleans Saints am 4. Spieltag verschoss Gano erstmals seit der Vorsaison wieder ein Field Goal. Somit endete sein Rekord für die meisten in Folge verwandelten Field Goals bei 37 Field Goals, womit er sich auf Platz 4 in der NFL gemeinsam mit Jason Myers befindet. Am 7. Spieltag konnte er beim 25:3-Sieg gegen sein altes Team, die Carolina Panthers, zwei Extrapunkte und drei Field Goals, je aus mindestens 44 Yards Entfernung, verwandeln. Daraufhin wurde er zum NFC Special Teams Player of the Week gewählt. Auch in der restlichen Saison blieb Gano ein zuverlässiger Kicker und 29 seiner 33 Fieldgoalversuche sowie alle Extrapunktversuche verwandeln.
Auch in der Saison 2022 blieb er der Stammkicker der Giants. Am zweiten Spieltag konnte er beim 19:16-Sieg gegen die Carolina Panthers vier Field Goals erzielen und wurde daraufhin zum NFC Special Teams Player of the Week gewählt. Mit insgesamt 13 Punkten war dies auch seine Saisonhöchstleistung. Am Ende der Saison konnte er sich das erste Mal mit den Giants für die Playoffs qualifizieren, schieden jedoch in der Divisional Runde gegen die Philadelphia Eagles aus. Gano konnte ein Field Goal in zwei Playoffspielen erzielen.
Im September 2023 unterschrieb Gano eine Vertragsverlängerung um drei Jahre bei den Giants. In der Saison 2023 kam er in den ersten acht Saisonspielen zum Einsatz, ehe er mit einer Knieverletzung ausfiel und die restliche Saison verletzungsbedingt verpasste. Insgesamt konnte er nicht einmal zwei Drittel seiner Fieldgoalversuche in der Saison verwandeln, seine bis dato schlechteste Karrierebilanz. Auch in der Saison 2024 verpasste er einige Spiele, diesmal mit einer Oberschenkelverletzung. Statistisch konnte er sich jedoch wieder im Vergleich zur Vorsaison verbessern, auch wenn er insgesamt nur neun Field Goals erzielte.

## Karrierestatistiken
| Legende | Legende            |
| ------- | ------------------ |
| Fett    | Karrierehöchstwert |

### UFL
| Saison           | Team             | Fieldgoals | Fieldgoals | Fieldgoals | Fieldgoals | Extrapunkte | Extrapunkte | Extrapunkte | Erzielte Punkte |
| Saison           | Team             | Versuche   | Erzielt    | %          | Längstes   | Versuche    | Erzielt     | %           | Erzielte Punkte |
| ---------------- | ---------------- | ---------- | ---------- | ---------- | ---------- | ----------- | ----------- | ----------- | --------------- |
| 2009             | Locomotives      | 16         | 13         | 81,6       | 53         | 20          | 20          | 100,0       | 59              |
| Gesamte Karriere | Gesamte Karriere | 16         | 13         | 81,6       | 53         | 20          | 20          | 100,0       | 59              |

### NFL

#### Regular Season
| Saison                             | Team             | Spiele | Fieldgoals   | Fieldgoals   | Fieldgoals   | Fieldgoals   | Extrapunkte  | Extrapunkte  | Extrapunkte  | Erzielte Punkte |
| Saison                             | Team             | Spiele | Versuche     | Erzielt      | %            | Längstes     | Versuche     | Erzielt      | %            | Erzielte Punkte |
| ---------------------------------- | ---------------- | ------ | ------------ | ------------ | ------------ | ------------ | ------------ | ------------ | ------------ | --------------- |
| 2009                               | Redskins         | 4      | 4            | 4            | 100,0        | 46           | 7            | 6            | 85,7         | 18              |
| 2010                               | Redskins         | 16     | 35           | 24           | 68,6         | 49           | 28           | 28           | 100,0        | 100             |
| 2011                               | Redskins         | 16     | 41           | 31           | 75,6         | 59           | 26           | 25           | 96,2         | 118             |
| 2012                               | Panthers         | 6      | 11           | 9            | 81,1         | 51           | 21           | 20           | 95,2         | 47              |
| 2013                               | Panthers         | 16     | 27           | 24           | 88,9         | 55           | 42           | 42           | 100,0        | 114             |
| 2014                               | Panthers         | 16     | 35           | 29           | 82,9         | 53           | 34           | 34           | 100,0        | 121             |
| 2015                               | Panthers         | 16     | 36           | 30           | 83,3         | 52           | 59           | 56           | 94,9         | 146             |
| 2016                               | Panthers         | 16     | 38           | 30           | 78,9         | 54           | 34           | 31           | 91,2         | 121             |
| 2017                               | Panthers         | 16     | 30           | 29           | 96,7         | 48           | 37           | 34           | 91,9         | 121             |
| 2018                               | Panthers         | 12     | 16           | 14           | 87,5         | 63           | 33           | 30           | 90,9         | 72              |
| 2019                               | Panthers         | 0      | Ohne Einsatz | Ohne Einsatz | Ohne Einsatz | Ohne Einsatz | Ohne Einsatz | Ohne Einsatz | Ohne Einsatz | Ohne Einsatz    |
| 2020                               | Giants           | 16     | 32           | 31           | 96,9         | 55           | 23           | 21           | 91,3         | 114             |
| 2021                               | Giants           | 17     | 33           | 29           | 87,9         | 55           | 17           | 17           | 100,0        | 104             |
| 2022                               | Giants           | 17     | 32           | 29           | 90,6         | 57           | 34           | 32           | 94,1         | 119             |
| 2023                               | Giants           | 8      | 17           | 11           | 64,7         | 57           | 8            | 8            | 100,0        | 41              |
| 2024                               | Giants           | 10     | 11           | 9            | 81,8         | 53           | 15           | 15           | 100,0        | 42              |
| Gesamte Karriere                   | Gesamte Karriere | 202    | 398          | 333          | 83,7         | 63           | 418          | 399          | 95,5         | 1398            |
| Quelle: pro-football-reference.com |                  |        |              |              |              |              |              |              |              |                 |

#### Postseason
| Saison                             | Team             | Spiele | Fieldgoals | Fieldgoals | Fieldgoals | Fieldgoals | Extrapunkte | Extrapunkte | Extrapunkte | Erzielte Punkte |
| Saison                             | Team             | Spiele | Versuche   | Erzielt    | %          | Längstes   | Versuche    | Erzielt     | %           | Erzielte Punkte |
| ---------------------------------- | ---------------- | ------ | ---------- | ---------- | ---------- | ---------- | ----------- | ----------- | ----------- | --------------- |
| 2013                               | Panthers         | 1      | 1          | 1          | 100,0      | 24         | 1           | 1           | 100,0       | 4               |
| 2014                               | Panthers         | 2      | 4          | 3          | 75,0       | 47         | 5           | 5           | 100,0       | 14              |
| 2015                               | Panthers         | 3      | 5          | 4          | 80,0       | 48         | 10          | 10          | 100,0       | 22              |
| 2017                               | Panthers         | 1      | 5          | 4          | 80,0       | 58         | 2           | 2           | 100,0       | 14              |
| 2022                               | Giants           | 2      | 1          | 1          | 100,0      | 25         | 5           | 5           | 100,0       | 8               |
| Gesamte Karriere                   | Gesamte Karriere | 9      | 16         | 13         | 81,3       | 58         | 23          | 23          | 100,0       | 62              |
| Quelle: pro-football-reference.com |                  |        |            |            |            |            |             |             |             |                 |